# Departament Wojskowy Rady Nieustającej
Departament wojskowy Rady Nieustającej w latach 1775-1789 i 1793-1794 – kolegialny organ Rady Nieustającej o charakterze doradczym powołany przez sejm w 1775 roku.
Departament nie posiadał mocy decyzyjnej a jego działalność ograniczała się do przygotowywania projektów rezolucji dla Rady. W wyniku reform sejmu skonfederowanego 1776 roku stał się główną władzą nad armią Rzeczypospolitej. Współpracował z kancelarią króla.
W skład departamentu wchodziło czterech hetmanów, ośmiu konsyliarzy i dwóch pisarzy. Sesjom przewodniczył przeważnie nowo mianowany hetman polny litewski Józef Sosnowski. Od 12 grudnia 1780 r. urząd ten objął Ludwik Tyszkiewicz. Nominalni dowódcy, hetmani Branicki, Rzewuski i Ogiński, urażeni ograniczeniem swej władzy przestali wkrótce uczestniczyć w posiedzeniach. Wykorzystywali każdą sposobność, by atakować departament i paraliżować na sejmach projekty reform wojskowych.
Departament został rozwiązany decyzją Sejmu Czteroletniego a w jego miejsce powołano Komisję Wojskową Obojga Narodów.
W 1793 roku sejm grodzieński reaktywował Departament Wojskowy w formie organu Rady Nieustającej.
W latach 1775-1789 departament przeprowadził wiele reform w wojsku Rzeczypospolitej głównie w zakresie struktury, etatów, strategii i taktyki.